# Univerzita Illinois v Urbana Champaign
Univerzita Illinois v Urbana Champaign (anglicky University of Illinois at Urbana-Champaign, také nazývaná UIUC nebo U of I) je státní univerzita v městech Urbana a Champaign v americkém státě Illinois. Kampus se nachází na hranici obou měst. Byla založena v roce 1867 a studuje zde 53  670 studentů. Patří k nejlepším státním univerzitám ve Spojených státech, tzv. Public Ivy. Univerzita Illinois je často považována za přední světový magnet pro inženýrství a vědy (aplikované i základní). Univerzita je členem Asociace amerických univerzit (Association of American Universities), svazu vedoucích amerických univerzit zaměřených na výzkum. Vysoká škola disponuje vlastním letištěm – Willard Airport.
Současným rektorem univerzity je Timothy Killeen, který funkci vykonává od roku 2015.

## Historie
Univerzita v průběhu své existence několikrát změnila svůj název:
- 1867 – Illinois Industrial University
- 1885 – University of Illinois
- 1982 – University of Illinois Urbana-Champaign

## Knihovna
K univerzitě patří největší veřejná univerzitní knihovna na světě s více než deseti miliony knih. Knihovně patří 22 milionů jednotlivých kusů, celosvětově má přes online-katalog denně více než jeden milion přístupů. Doplňkové prostory knihovny se nacházejí v podzemí.

## Fakulty
Univerzita Illinois v Urbana Champaign je rozdělena do 15 fakult.
| Fakulta                                              | Založena |
| ---------------------------------------------------- | -------- |
| Fakulta zemědělská, spotřebitelská a environmentální | 1867     |
| Fakulta výtvarné výchovy                             | 1867     |
| Fakulta inženýrských studií Graingera                | 1868     |
| Lékařská fakulta                                     | 1882     |
| Fakulta informačních věd                             | 1893     |
| Fakulta zdravotnických věd                           | 1895     |
| Fakulta právnická                                    | 1897     |
| Fakulta pedagogická                                  | 1905     |
| Fakulta filozofická                                  | 1913     |
| Fakulta ekonomická Giesa                             | 1915     |
| Fakulta mediálních komunikací                        | 1927     |
| Fakulta sociálních věd                               | 1944     |
| Letecká fakulta                                      | 1946     |
| Fakulta práce a pracovněprávních vztahů              | 1946     |
| Fakulta veterinárního lékařství                      | 1948     |

## Výzkum

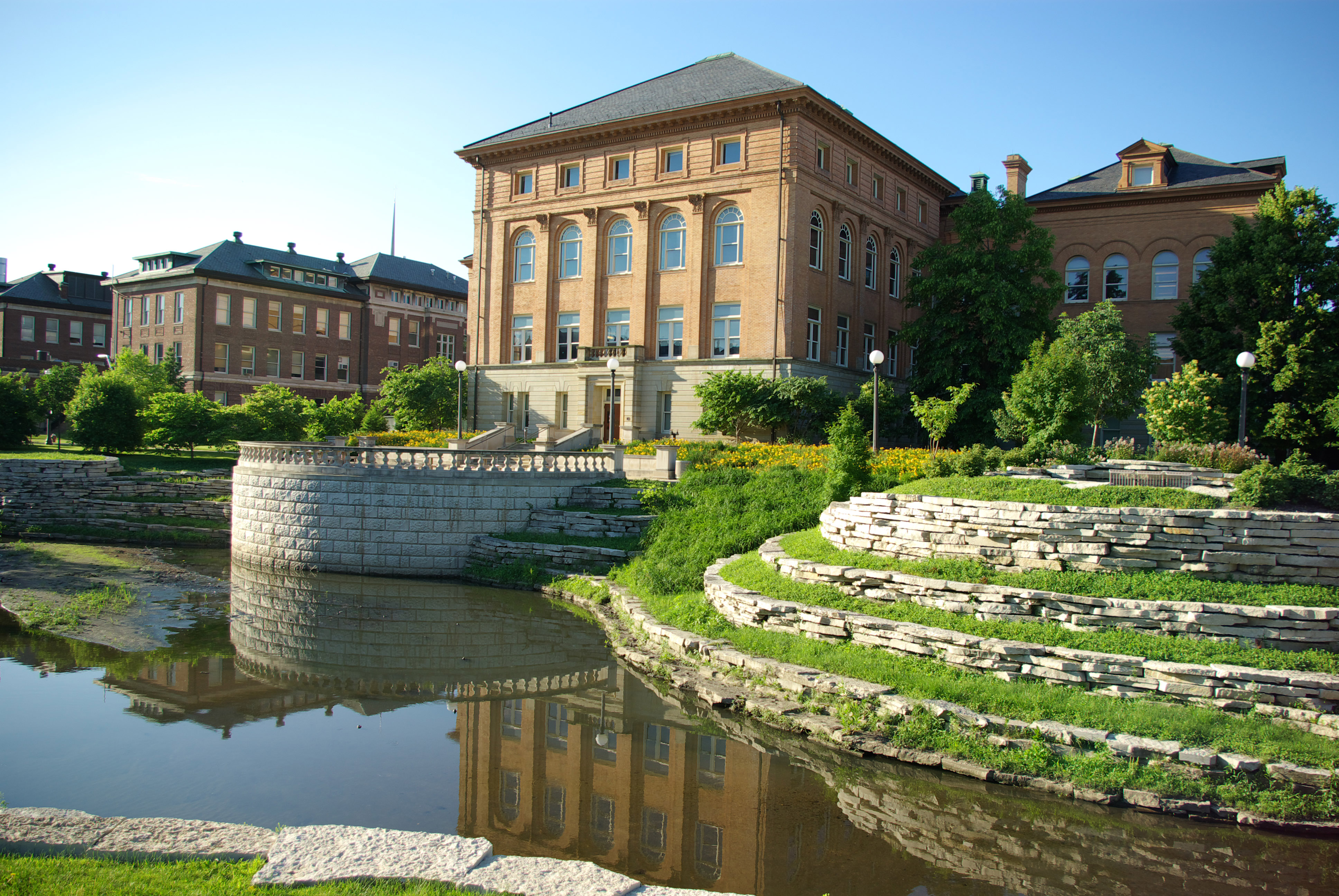
Engineering Hall, Univerzita Illinois v Urbana Champaign

Na území školy se nachází mezi jiným Národní centrum pro výzkum počítačových aplikací NCSA. Například zde byla navržen první webový prohlížeč Mosaic. Také elektrotechnická fakulta má celosvětový ohlas díky vzniku první světlovyzařující diody (LED). Také zde byla velmi intenzivně zkoumána technika polovodičů především v padesátých a šedesátých letech. Mnoho nositelů Nobelovy ceny zde je a bylo činných při výuce a výzkumu.

## Sport
Sportovní týmy UIUC jsou nazývány Illinois Fighting Illini. Univerzita Illinois soutěží v 10 mužských a 11 ženských univerzitních sportech a Illinois vyhrálo celkem 18 mužských a ženských národních šampionátů týmů NCAA National Collegiate Athletic Association. Mužský basketbalový tým byl v roce 2005 druhým nejlepším basketbalovým týmem ve Spojených státech. Illinois skončil na druhém místě v mistrovství NCAA v basketbalu mužů v roce 2005.  Illinois prohrál s Univerzitou v Severní Karolíně: 75 ku 70, a nejlepší Illinois hráči Deron Williams, Dee Brown a Roger Powell později hráli profesionální basketbal v NBA tým Utah Jazz v roce 2007. Mužský gymnastický tým je v Illinois silný s 10 národními tituly NCAA, a mnoho gymnastek Illinois soutěžilo na olympijských hrách. Sportovci z Illinois získali na olympijských hrách 29 medailí.

## Známé osobnosti

### Profesoři
- Luc Anselin – ekonom a geograf
- John Bardeen – získala dvě Nobelovy ceny za fyziku 1953, 1972
- Jean Bourgain – matematik
- Leonard Bloomfield – jazykovědec
- Wallace Carothers – chemik, vynalezl nylon
- Paul Lauterbur – nositel Nobelovy ceny za fyziologii a lékařství za rok 2003
- Frederick Wilfrid Lancaster – informační vědec zabývající se především získáváním informací a indexováním
- Anthony James Leggett - nositel Nobelovy ceny za fyziku (2003) za přínos v oblasti supravodičů
- Fei-Fei Li – vědkyně v oboru informatiky a bádá v oboru umělé inteligence
- Salvador Luria- nositel Nobelovy ceny za medicínu 1969
- Franco Modigliani – nositel Nobelovy ceny za ekonomii 1985
- Charles E. Osgood – psycholog
- Robert Serber – fyzik který se podílel na projektu Manhattan
- Karen Uhlenbeck – matematička a zakladatelka moderní geometrické analýzy
- Carl Woese – mikrobiolog
- Stephen Wolfram – fyzik a matematik
- Charles Zeleny – česko-americký zoolog
- Ladislav Zgusta – česko-americký jazykovědec
- Florian Znaniecki – sociolog a filozof

### Absolventi

#### Nositelé Nobelovy ceny
- Edward Adelbert Doisy – nositel Nobelovy ceny za medicínu 1943
- Vincent du Vigneaud – nositel Nobelovy ceny za chemii, 1955
- Robert W. Holley – nositel Nobelovy ceny za medicínu, 1968
- Jack Kilby – nositel Nobelovy ceny za fyziku 2000
- Edwin Gerhard Krebs – nositel Nobelovy ceny za medicínu 1992
- Polykarp Kusch – nositel Nobelovy ceny za fyziku 1955
- John Robert Schrieffer – nositel Nobelovy ceny za fyziku 1992
- Phillip Sharp – nositel Nobelovy ceny za chemii 1993
- Wendell Meredith Stanley – nositel Nobelovy ceny za chemii 1946
- Rosalyn Yalow – nositelka Nobelovy ceny za medicínu 1977

#### Sport, umění
- Nelson Algren – americký spisovatel
- Kevin Anderson (tenista) – profesionální tenista
- Dee Dee Bridgewater – americká jazzová zpěvačka a herečka
- Tonja Bufordová-Baileyová – americká atletka na 400 metrů překážek
- Avery Brundage – bývalý předseda Mezinárodního olympijského výboru
- Arden Cho – americká herečka a modelka s korejskými kořeny
- George Crumb – americký hudební skladatel
- Andrew Davis (režisér) – americký filmový režisér
- Roger Ebert – filmový kritik a scenárista
- Dave Eggers – spisovatel a lidskoprávní aktivista
- Perdita Felicienová – kanadská atletka, překážkářka
- Walter Burley Griffin – americký architekt
- Gene Hackman – americký herec
- Susanna Kallurová – švédská atletka
- Jonathan Kuck – americký rychlobruslař
- Ang Lee – tchajwansko-americký scenárista a režisér
- Herb McKenley – jamajský atlet, běžec, olympijský vítěz
- Ryan McPartlin – americký herec
- Allie Morrison – americký zápasník, volnostylař
- Jerry Orbach – americký herec ztvárnil roli detektiva Lennieho Briscoea v seriálu Zákon a pořádek
- Harold Osborn – americký atlet, běžec, olympijský vítěz
- Bob Richards – americký atlet, dvojnásobný olympijský vítěz ve skoku o tyči
- Ashley Spencerová – americká atletka, která soutěží v překážkách 400 metrů
- Hugh Thornton – hráč amerického fotbalu

#### Podnikání
- Marc Andreessen – spoluzakladatel Netscape Communications Corporation
- Steve Chen – spoluzakladatel serveru YouTube
- Martin Eberhard – založil společnost Tesla, Inc.
- Brendan Eich – tvůrce skriptovacího jazyka JavaScript
- Dave Hyatt –  americký programátor a inženýr, je spolutvůrcem Firefoxu
- Jawed Karim – spoluzakladatel serveru YouTube
- I Kang – guvernér Čínské lidové banky
- Larry Ellison – ředitel Oracle Corporation
- Christopher Michel – americká investor, podnikatel
- Don Patinkin – americko-izraelský monetární ekonom a prezident Hebrejské univerzity v Jeruzalémě
- Jack Welch – ředitel firmy General Electric

#### Politika
- John Bayard Anderson – politik za Republikánskou stranu, kandidát na prezidenta v roce 1980
- James Brady – tiskový mluvčí Bílého domu, aktivista (byl těžce raněn během neúspěšného atentátu na prezidenta Reagana)
- Dorothy Day – americká novinářka zaměřená na sociální aktivity
- Jesse Jackson – americký aktivista zabývající se lidskými právy a baptistický kazatel
- Giorgi Kvirikašvili – gruzínský politik, byl premiérem Gruzie (2015 do 2018)
- Kelly Loefflerová – podnikatelka a politička za Republikánskou stranu, senátorka, ředitelka Úřadu pro drobné podníkání ve vládě Trumpa (od roku 2025)
- Fidel Ramos – filipínský generál a politik (od roku 1992 do roku 1998 působil jako 12. prezident Filipín)
- Samuel K. Skinner – ministr dopravy

#### Kosmonauté
- Scott Altman
- Lee Archambault
- Dale Gardner
- Michael Hopkins
- Steven Nagel
- Joseph Richard Tanner

#### Ostatní
- Richard Hamming – americký matematik
- Einar Haugen – americký lingvista a bývalý profesor na Harvardově univerzitě
- David A. Johnston – americký vulkanolog
- Nancy McDowell - americká antropoložka a etnoložka
- César Pelli – argentinský architekt
- Guy Standing – britský ekonom a profesor na Londýnské univerzitě